# Sport Vereniging Nishan 42
Sport Vereniging Nishan 42 é um clube de futebol surinamês sediado em Paramaribo no Suriname.
Disputa o Campeonato Surinamês de Futebol.